# わざアリっ・きわみちゃん
『わざアリっ♥きわみちゃん』は、もりちかこによる日本の漫画作品。『ちゃお』（小学館）にて2010年4月号から2011年9月号まで連載された。全3巻。

## 登場人物
羽座極（わざ きわみ）
主人公。小学5年生。
お金が何よりも好きで、金儲けのためならどんなことでもするが、その背景には複雑な家庭の事情がある。
周りの目を一切気にしないマイペースな性格。自分の言いたいことは遠慮なくズバッと言う図太い神経の持ち主でもあり、ほとんどのクラスメイト達からは敬遠されているが、子分が2人おり、そのうちの1人のラブからは「極様」と呼ばれている。家はまるでアリの巣のように地下にある。お金のためなら、自分の理性を失うほどお金に目が無い。髪型はゆるふわカールがかかっているロングヘア。しかし、湿気るとぼさぼさになり、ボウリングの玉のようになって瑛奈たちをはね飛ばす。なお、たいていの子は彼女と目が合っただけで怖がるので、普段は極力目に力を入れないようにしているという。髪色は金髪だったり、茶髪だったりする。白黒ページでは白。瞳の色は青。
夢未瑛奈（ゆめみ てるな）
極のクラスメイト。気弱な女の子。
小学5年生の時に転校してきて極と出会い、子分にされた。
常識の通用しない極の行動にいつも振り回されているが、その反面、周りの目を一切気にしない極の堂々とした姿に憧れの気持ちを抱いている。髪型は顎（あご）までのショートカット。髪色は黒だったり、濃い青だったり、こげ茶だったりする。白黒ページでは黒。瞳の色は茶色。
オッサン
極のペットのアルパカ。
美女が大好きなオスで、男には無愛想。言葉は話せないが、人間並みの知能を持ち、なかなかの芸達者である。
ちなみに極は金儲けの手段として、彼をモデルに「O3（オーサン）」と名付けたキャラクター商品を作り、一時期はかなりの人気を得たことがある。
衣無輝愛（いぶき あい）
通称ラブ。家は洋服屋で金持ち。
とある複雑な事情（第3話参照）から極の子分になり、極のことを「極様」と呼んで慕っている。
独占欲の強い性格で、自分以外の人間が極に近付くことを極端に嫌い、極に近付く人間は残らず抹殺すると決めている（瑛奈のことはペット扱い）かなりのヤンデレ。髪型はスーパーロングで、両サイドに赤いリボンを付けている。髪色は青。白黒ページでは、白と黒の中間。瞳の色は赤。
ハンコマン
極の父。本名は不明。ハンコを作るのが仕事。
仕事には熱心だがお調子者の性格で、他人の借金の連帯保証人の契約書に気安くハンコを押しているため、極の家はいつも貧乏で、極が金儲けの道へ走らざるを得ない要因になっている。また、これが原因で極の母は家から出て行き、極の家族は離散状態となっている。
羽座　誉（わざ　ほまれ）
極の母。ストーリーの終盤に登場。世界中を飛び回り、色々な仕事をしているというやり手の女性。
「ほまれ屋」というメロンパンの人気店や、バーガーショップも経営しているという。夫（ハンコマン）のだらしなさが原因で家から出た後も極のことが気がかりで、極を一緒に海外へ連れて行こうとするが……？
永田蝶（ながた ちょう）
極と瑛奈の担任の先生。
とても地味な女性で、気弱な瑛奈からも「地味」とはっきり言われるほど。彼氏いない歴5年で、よく生徒たちから冷やかされ、頭を痛めている。
ちなみに極は金儲けの手段として、彼女をモデルに「がけっぷちちゃん」と称するキャラクター商品を作ったが、あまり売れていない様子。
青井陽（あおい　よう）
極のクラスで最も目立っているスポーツの得意な男子。
家は八百屋。負けず嫌いの性格で、極を一方的にライバル視していたが、いつの間にか極に対して恋愛感情のような気持ちを抱き始め、自分でもわけが分からず混乱している。一方の極も、陽の気持ちを知ってからは妙に陽を意識し始め、陽と同じように混乱している様子。
佐渡優（さわたり まさる）
陽といつも一緒にいる男子。
クラスの男子の中では陽の次ぐらいに目立っている。熱血な陽とは対照的にクールな雰囲気の美少年だが、その一方ではイタズラ好きで、相手の驚いた反応を見て楽しむのが趣味という変人でもあり、番外編では瑛奈を自分の彼女にしようとしている。
横山玲音（よこやま れおん）
極たちが6年生になった時にイギリスから転校してきた金持ちの少年。
人当たりがよく、誰に対しても気前がいいが、持ち物を粗末に扱う欠点がある。その欠点を極から戒められたことがきっかけで、極を気に入り、陽とは恋のライバルになっている。
アンジェリカ
玲音のペットの黒いアルパカ。
性別はメスで、オッサンを気に入っている。

## 単行本
- 第1巻(2010年12月24日発売)ISBN 978-4-09-133367-4
- 第2巻(2011年7月1日発売)ISBN 978-4-09-133878-5
- 第3巻(2011年11月1日発売)ISBN 978-4-09-134093-1